# Baskische woelmuis
De Baskische woelmuis (Microtus lusitanicus)  is een zoogdier uit de familie van de Cricetidae. De wetenschappelijke naam van de soort werd voor het eerst geldig gepubliceerd door Gerbe in 1879.

## Voorkomen
De soort komt voor in Frankrijk, Portugal en Spanje.